# 5883 Джозефблек
5883 Джозефблек (інші назви — (5883) 1993 VM5 (1993 VM5, 1954 UM2, 1965 SK, 1982 VG9, 1985 GG)) — астероїд головного поясу. Відкритий 6 листопада 1993 року Робертом Макнотом. Названий на честь шотландського фізика й хіміка Джозефа Блека.
Тіссеранів параметр щодо Юпітера — 3,109.